# Игра престолов (7-й сезон)
Седьмой сезон фэнтезийного драматического сериала «Игра престолов», премьера которого состоялась на канале HBO 16 июля 2017 года, состоит, в отличие от предыдущих сезонов, из 7 эпизодов вместо 10. Это связано с нехваткой материала для адаптации, а также с тем, что бюджет каждой серии выше, чем в предыдущих сезонах. Сезон является вторым, основанным на черновиках и опередившим книжный цикл Джорджа Р.Р. Мартина «Песнь Льда и Огня», и в основном сосредоточен на событиях, отсутствующих в изданных романах. Сезон экранизирует черновой вариант второй половины книги «Ветра зимы», незавершённый на момент написания сценариев к данному сезону, и черновой вариант первой половины последней книги цикла под рабочим названием «Грёзы о весне» (будет завершена после выхода финального сезона).

## Сюжет
После победы Дейенерис над Сынами Гарпии в Заливе Работорговцев она вместе со своей свитой и Грейджоями отправляется в Вестерос и высаживается на Драконьем Камне. Серсея, объявившая себя королевой, пытается править оставшимися в её руках частями королевства. Арья Старк возвращается в Винтерфелл, по дороге отомстив за мать и брата Фреям в Близнецах. Дейнерис заключает союз с Эларией Сэнд и Оленной Тирелл, жаждущей отомстить Серсее за убийство её семьи в великой септе Бейлора. Король Севера Джон Сноу собирает войско против Иных и, узнав о драконах, обращается за помощью к Дейенерис. В отсутствие брата Санса управляет Винтерфеллом. Мира Рид возвращает Брана Старка домой. В Цитадели Сэмвелл Тарли, обучающийся на мейстера, излечивает Джораха Мормонта от серой хвори, и тот возвращается к своей королеве. Дейенерис теряет флот Грейджоев и новоприобретённых союзников. Эурон Грейджой заключает союз с Серсеей, предоставив ей флот в обмен на будущий брак. Джон получает от Дейенерис разрешение добывать драконье стекло, однако в обмен на другую помощь она требует его присяги. Чтобы убедить её, Джон предпринимает опасную вылазку за стену. Тем временем Тирион встречается с братом и договаривается о мирных переговорах. Дейенерис спешит на выручку Джону и теряет одного из драконов, которого воскрешает и подчиняет себе Король Ночи.

## Эпизоды
| № общий | № в сезоне | Название                                    | Режиссёр        | Автор сценария              | Дата премьеры   | Зрители в США (млн) |
| --- | ---------- | ------------------------------------------- | --------------- | --------------------------- | --------------- | ------------------- |
| 61 | 1          | «Драконий Камень» «Dragonstone»             | Джереми Подесва | Дэвид Бениофф и Д. Б. Уайсс | 16 июля 2017    | 10,11               |
| Арья Старк в личине Уолдера Фрея отравляет во время пира всех Фреев, замешанных в убийствах на Красной Свадьбе и их приспешников. Торос из Мира и Берик Дондаррион вместе со спутниками останавливаются в заброшенном доме фермера, когда-то ограбленного Псом. Руководствуясь видением Сандора Клигана в разожжённом жрецом пламени, Братство отправляется на Север, к Стене, чтобы вступить в войну с новыми врагами. Бран и Мира возвращаются из-за Стены, пройдя через Чёрный Замок. В Винтерфелле, великодушно вернув родовые замки Амберам и Карстаркам, Джон Сноу восстанавливает верность предавших его домов, а затем отправляет Одичалых во главе с Тормундом защищать Восточный Дозор у моря. Мизинец пытается втереться в доверие Сансы, которая прохладно отвергает его ухаживания, но не отсылает подальше только потому, что Старкам нужны рыцари Долины. Эурон Грейджой, прибыв в Королевскую Гавань со своим флотом, предлагает военную помощь королеве Серсее в обмен на её руку и сердце. Сэмвел Тарли проходит начальные стадии обучения в Цитадели Староместа, выполняя всю чёрную работу и мечтая о заветных фолиантах, запертых «за семью замками» несговорчивыми мейстерами. Дейенерис Таргариен со своей свитой, драконами, войском Дотракийцев и Безупречных, флотом Теона и Яры Грейджоев прибывает на Драконий Камень, где объявляет себя законной королевой Семи Королевств. |            |                                             |                 |                             |                 |                     |
| 62 | 2          | «Бурерождённая» «Stormborn»                 | Марк Майлод     | Брайан Когман               | 23 июля 2017    | 9,27                |
| Дейенерис планирует вторжение в земли, подвластные Королеве Серсее. Споря с Варисом, утверждающим, что настоящая власть принадлежит не королям, а народу, она угрожает казнить его за измену, напомнив о прежних прегрешениях. Мелисандра и Тирион предлагают ей призвать на помощь нового Короля Севера — Джона Сноу. Сэмвел Тарли лечит Джораха Мормонта, тайно прибывшего в Цитадель. Получив сообщение от Сэма о залежах драконьего стекла на Драконьем Камне, Джон принимает приглашение, в надежде обрести в лице Дейенерис союзника в грядущей войне с Белыми Ходоками. Несмотря на протесты Сансы и Лордов Долины, он покидает замок в сопровождении Давоса, оставив вместо себя сестру Хранительницей Севера. На постоялом дворе Арья узнает от Пирожка, что Джон отвоевал Винтерфелл у Болтонов, и решает не ехать в Королевскую Гавань, а вернуться домой. В лесу её окружает стая волков, вожаком которых оказывается возмужавшая Нимерия. Арья умоляет лютоволчицу пойти с ней, но та уходит вместе со своей стаей. В Королевской Гавани Квиберн рассказывает Серсее, что нашёл оружие, способное пробить бронированную чешую драконов, демонстрируя ей в подземелье дворца мощный скорпион. Эурон Грейджой внезапным нападением разбивает флот Яры и захватывает в плен её, Элларию и Тиену Сэнд. В ожесточённой схватке с его пиратами гибнут Обара и Нимерия Сэнд. Теону удается бежать, спрыгнув за борт. |            |                                             |                 |                             |                 |                     |
| 63 | 3          | «Правосудие королевы» «The Queen's Justice» | Марк Майлод     | Дэвид Бениофф и Д. Б. Уайсс | 30 июля 2017    | 9,25                |
| Джон Сноу и лорд Давос прибывают на Драконий Камень, встречая прохладный прием у Тириона, Миссандеи и Серого Червя. Дейенерис встречается с Джоном, но не верит его рассказам о Белых Ходоках. В свою очередь, Джон не спешит преклонить колено перед незнакомой ему иноземной королевой. По совету Тириона Дейенерис дозволяет гостям добывать на своём острове драконье стекло. Варис сообщает Дейенерис о победе Эурона Грейджоя над флотом Яры, но Тирион отговаривает её от желания сжечь вражеские корабли с помощью драконов. Эурон доставляет пленённых Элларию и Тиену Сэнд королеве Серсее, и у той появляется возможность отомстить дорнийкам за смерть своей дочери Мирцеллы. В темнице Серсея целует Тиену на глазах у прикованной к стене Элларии, после чего та умирает на глазах у матери от содержавшегося на губах яда. Бран и Мира возвращаются в Винтерфелл, которым в отсутствие Джона управляет Санса. В Цитадели Староместа Сэмвел с трудом излечивает безнадёжного Джораха Мормонта, получив за это формальное порицание от архимейстера Эмброза. Теона вылавливают в море моряки с корабля, уцелевшего от флота Яры, и выражают ему своё презрение. Джейме Ланнистер и Рендил Тарли захватывают Хайгарден. Перед смертью приговоренная Цареубийцей к казни Оленна Тирелл признаётся в отравлении короля Джоффри. В то время как Безупречные захватывают Утёс Кастерли, внезапно подошедший к гавани Железный флот уничтожает доставившие их к крепости корабли Дейенерис. |            |                                             |                 |                             |                 |                     |
| 64 | 4          | «Трофеи войны» «The Spoils of War»          | Мэтт Шекман     | Дэвид Бениофф и Д. Б. Уайсс | 6 августа 2017  | 10,17               |
| Мизинец дарит Брану кинжал из валирийской стали, якобы использованный для его убийства, безуспешно пытаясь привлечь варга на свою сторону. Бран всё больше становится Трёхглазым Вороном, отказываясь от титула лорда Старка и наследных прав. Разочаровавшаяся в нём Мира Рид уходит из Винтерфелла. Арья Старк прибывает в родной Винтерфелл, где ускользает от недалёких стражников и проникает в крипту, чтобы навестить гробницу отца. Там её находит Санса, сообщив о прибытии Брана. Последний при встрече с Арьей отдаёт ей кинжал, подаренный Мизинцем, говоря о том, что знает о её списке и обучении у Безликих. На Драконьем Камне Джон Сноу показывает Дейенерис древние пещерные рисунки, доказывающие, что когда-то Первые Люди объединились с Детьми Леса в борьбе с Белыми Ходоками. Серсея заручается дальнейшей финансовой поддержкой Железного Банка, планируя расплатиться по старым долгам хайгарденским золотом, которое везёт в столицу Джейме. На Дороге Роз, ведущей в Королевскую Гавань, на армию Ланнистеров нападает орда дотракийцев, поддержанная Дейенерис верхом на огнедышащем Дрогоне. Драконье пламя безжалостно выкашивает стройные ряды воинов Джейме и его союзников. И хотя в ходе сражения Бронну удаётся ранить дракона стрелой из «скорпиона» Квиберна, армия терпит сокрушительное поражение, а неосторожному Джейме едва удается спастись, нырнув в воду. |            |                                             |                 |                             |                 |                     |
| 65 | 5          | «Восточный Дозор» «Eastwatch»               | Мэтт Шекман     | Дэйв Хилл                   | 13 августа 2017 | 10,72               |
| Джейме и Бронн выбираются из реки Черноводной и обсуждают свои шансы в заведомо проигрышной войне. Дейенерис собирает уцелевших солдат Ланнистеров, предлагая им жизнь в обмен на клятву в верности. Рендилл Тарли и его сын Дикон отказываются ей подчиниться и, приговоренные к смерти, гибнут от пламени Дрогона. Бран в состоянии варга проникает за Стену, обнаружив наступающую на неё армию Белых Ходоков, и просит, чтобы повсюду разослали воронов с предупреждением. В отсутствие Джона лорды Севера предлагают Сансе стать правительницей. Мизинец пытается рассорить дочерей Старка, подбросив Арье компрометирующее Сансу письмо, в котором та просит покойного Роба присягнуть королю Джоффри. В Староместе Эброз получает ворона с сообщением о наступлении Белых Ходоков, но на совете мейстеры выражают недоверие к письму и пытающемуся их переубедить Сэму. Лилли случайно находит рукопись о расторжении брака Рейгара Таргариена с Элией Мартелл и его тайной женитьбе на другой. Сэм сообщает ей о намерении оставить разочаровавшую его Цитадель и вернуться к Джону. Возвратившаяся с победой на Дрогоне Дейенерис приземляется на Драконьем Камне, где встречается с Джоном. С удивлением она смотрит, как дракон позволяет ему погладить себя. Дотракийцы приводят к Дейенерис излечившегося Джораха, которого она возвращает на службу. На военном совете Джон заявляет, что собирается сразиться за Стеной с мертвецами. Тирион рекомендует ему захватить одного мертвеца, чтобы предоставить «живое доказательство» королеве Серсее. Джейме сообщает сестре о поражении их армии и что Джоффри отравил не Бес, а Оленна Тирелл. Тирион и Давос тайно прибывают в Королевскую Гавань, где первый встречается с Джейме, а второй находит кузнеца Джендри, бастарда Роберта Баратеона. Золотые Плащи обнаруживают их, но Джендри убивает стражников боевым молотом. Джон, Давос, Джендри и Джорах прибывают в Восточный Дозор, где встречаются с Тормундом и находят задержанных им Тороса из Мира, Берика Дондарриона и «Пса» Сандора Клигана. Оставив в замке Давоса, все они объединяются в небольшой отряд, отправившийся за Стену. |            |                                             |                 |                             |                 |                     |
| 66 | 6          | «За Стеной» «Beyond the Wall»               | Алан Тейлор     | Дэвид Бениофф и Д. Б. Уайсс | 20 августа 2017 | 10,24               |
| Арья обвиняет Сансу в предательстве, предъявляя письмо с призывом присягнуть Джоффри. Последняя обращается к Мизинцу, который советует ей положиться на Бриенну. Но получив приглашение от Серсеи, Санса отправляет Тартскую Деву в Королевскую Гавань в качестве своего представителя. Обыскав комнату Арьи, Санса находит в её багаже чужие лица. Арья обнаруживает её, рассказав о своем обучении у Безликих и пригрозив кинжалом. Тирион, подозревая Серсею в коварстве, спрашивает у Дейенерис, кому она передаст власть по наследству, но та отказывается обсуждать это прежде, чем сядет на Железный Трон. Джон, Пёс, Джорах, Берик, Торос и Джендри отправляются за Стену вместе с Тормундом и другими Одичалыми, по пути философствуя и препираясь. На них нападает медведь-упырь, убив Одичалого и тяжело ранив Тороса. Наткнувшись на отряд мертвецов, смельчаки устраивают засаду. После того как Джон убивает Белого Ходока, упыри рассыпаются на части, кроме одного, и его захватывают в плен. На вопль последнего является орда упырей во главе с Королем Ночи. Джендри отправляют в Восточный Дозор за помощью, остальные укрываются на островке посреди замерзшего горного озера. Торос умирает от ран. Джендри с трудом добирается до Стены, передав Давосу послание, и вскоре Дейенерис летит на Дрогоне на север вместе с Рейгалем и Визерионом. Когда лёд на озере крепнет, полчище упырей атакует и теснит немногочисленный отряд Джона. Прилетает Дейенерис, и её драконы сжигают многих упырей. Король Ночи убивает ледяным копьем Визериона, рухнувшего в озеро, а Джон остаётся, призывая остальных улетать на Дрогоне вместе с Дейенерис и захваченным упырём. Внезапно прискакавший Бенджен Старк отдаёт Джону лошадь, пожертвовав собой ради его спасения. На борту корабля чудом выживший Джон называет Дейенерис «своей Королевой», а она клянётся бороться с Белыми Ходоками. Упыри вытягивают тело Визериона из-подо льда, и Король Ночи добавляет дракона в свою армию мертвых. |            |                                             |                 |                             |                 |                     |
| 67 | 7          | «Дракон и Волк» «The Dragon and the Wolf»   | Джереми Подесва | Дэвид Бениофф и Д. Б. Уайсс | 27 августа 2017 | 12,07               |
| Джон и Тирион со своими сторонниками прибывают в Королевскую Гавань, и Бронн сопровождает их в Драконью Яму, куда приходят Серсея и Джейме. После задержки, вызванной отсутствием Дейенерис, прилетевшей на Дрогоне позже, стороны приступают к переговорам. Пёс выпускает из ящика захваченного за Стеной упыря, который устремляется в сторону потрясенной Серсеи, но Пёс изрубает его на куски. Эурон Грейджой покидает встречу, заявив, что возвращается обратно на Железные Острова. Джон просит помощи у Серсеи в войне против Белых Ходоков, но поклявшись ранее в верности Дейенерис, отказывается ей присягнуть. Недовольная королева уходит, и Тириону приходится идти к ней в Красный Замок, чтобы уговорить. Выслушав ненавистного брата, Серсея обещает созвать знамёна Ланнистеров, но когда Джейме начинает готовить армию, останавливает его, признавшись, что солгала. Рассорившись с сестрой, Джейме против её воли отправляется на север в одиночку. Джон, Дейенерис и их советники возвращаются на Драконий Камень. Джон убеждает Теона в способности спасти захваченную Эуроном сестру. На берегу Теон встречает выживших моряков флота Яры и, одержав верх в драке с их вожаком, отплывает с ними на выручку. Санса обсуждает с Мизинцем поведение Арьи, после чего собирает лордов на суд. Арья предстаёт перед Сансой и Браном, создав иллюзию подсудимой, но внезапно Санса провозглашает обвинения в адрес присутствующего Мизинца. Перечислив находящемуся в замешательстве Петиру его преступления, она приговаривает его к смерти, после чего Арья перерезает ему горло. В разговоре на крепостной стене Винтерфелла сестры вспоминают слова отца о том, что зимой одинокий волк умирает, но стая выживает. Сэм прибывает в Винтерфелл, где встречается с Браном и на основании найденного в Цитадели документа раскрывает ему, что Джон — не бастард, а Эйгон Таргариен — наследник Железного Трона. На обратном пути в Винтерфелл Тирион видит, как Джон идёт в каюту Дейенерис; он занимается с ней любовью. На глазах у Тормунда и Берика армия Белых Ходоков подходит к Восточному Дозору во главе с Королём Ночи, оседлавшим упыря-дракона. Синее пламя Визериона расплавляет Стену, Белые Ходоки и полчища упырей проникают через образовавшиеся проломы и вторгаются в пределы Семи Королевств. |            |                                             |                 |                             |                 |                     |

## В ролях

### Основной состав
| - Питер Динклэйдж — Тирион Ланнистер (7 эпизодов) - Николай Костер-Вальдау — Джейме Ланнистер (6 эпизодов) - Лена Хиди — Серсея Ланнистер (6 эпизодов) - Эмилия Кларк — Дейенерис Таргариен (7 эпизодов) - Кит Харингтон — Джон Сноу (7 эпизодов) - Эйдан Гиллен — Петир «Мизинец» Бейлиш (7 эпизодов) - Лиам Каннингем — Давос Сиворт (7 эпизодов) - Кэрис ван Хаутен — Мелисандра (2 эпизода) - Индира Варма — Эллария Сэнд (2 эпизода) - Софи Тёрнер — Санса Старк (7 эпизодов) - Натали Эммануэль — Миссандея (5 эпизодов) - Рори Макканн — Сандор «Пёс» Клиган (4 эпизода) | - Мэйси Уильямс — Арья Старк (6 эпизодов) - Конлет Хилл — Варис (6 эпизодов) - Альфи Аллен — Теон Грейджой (4 эпизода) - Джон Брэдли — Сэмвелл Тарли (4 эпизода) - Гвендолин Кристи — Бриенна Тарт (5 эпизодов) - Кристофер Хивью — Тормунд Великанья Смерть (4 эпизода) - Джо Демпси — Джендри (2 эпизода) - Айзек Хэмпстед-Райт — Бран Старк (5 эпизодов) - Джером Флинн — Бронн (4 эпизода) - Ханна Мюррей — Лилли (3 эпизода) - Иэн Глен — Джорах Мормонт (6 эпизодов) |

### Приглашённые актёры
| На Севере и на Стене: - Ричард Дормер — Берик Дондаррион (4 эпизода) - Пол Кэй — Торос из Мира (3 эпизода) - Элли Кендрик — Мира Рид (3 эпизода) - Бен Кромптон — Эддисон Толлетт (1 эпизод) - Тим МакИннерни — Робетт Гловер (3 эпизода) - Дэниел Портман — Подрик Пейн (4 эпизода) - Руперт Ванситтарт — Йон Ройс (5 эпизодов) - Белла Рамзи — Лианна Мормонт (2 эпизода) - Ричард Райкрофт — мейстер Волкан (5 эпизодов) - Меган Паркинсон — Элис Карстарк (2 эпизода) - Гарри Грасби — Нед Амбер (2 эпизода) - Джозеф Куинн — Коунер (1 эпизод) - Дэнни Киррейн — Хенк (1 эпизод) - Эндрю МакКлэй — Абердольф Длиннобородый (1 эпизод) За Стеной: - Джозеф Моул — Бенджен Старк (1 эпизод) - Владимир Фурдик — Король Ночи (4 эпизода) - Нил Финглтон — великан-упырь (2 эпизода) - Иэн Уайт — великан-упырь (2 эпизода) В Речных Землях: - Дэвид Брэдли — Уолдер Фрей (1 эпизод) - Эд Ширан — солдат Ланнистеров (1 эпизод) - Бен Хоуки — Пирожок (1 эпизод) - Брендан Моррисси — лорд Фрей (1 эпизод) - Пол Уорд — лорд Фрей (1 эпизод) - Томас Тургус — солдат Ланнистеров (1 эпизод) - Уильям Постлетуэйт — солдат Ланнистеров (1 эпизод) - Бен Фокс — посетитель гостиницы на перекрёстке (1 эпизод) - Марк Роупер — посетитель гостиницы на перекрёстке (1 эпизод) - Брендан Моррисси — представитель Фреев на пиру (1 эпизод) - Пол Уорд — представитель Фреев на пиру (1 эпизод) | В Королевской Гавани: - Пилу Асбек — Эурон Грейджой (4 эпизода) - Джемма Уилан — Яра Грейджой (2 эпизода) - Антон Лессер — Квиберн (6 эпизодов) - Марк Гэтисс — Тихо Несторис (2 эпизода) - Розабелла Лауренти Селлерс — Тиена Сэнд (2 эпизода) - Хафтор Юлиус Бьёрнссон — Грегор Клиган (5 эпизодов) - Джеймс Фолкнер — Рендилл Тарли (4 эпизода) - Том Хоппер — Дикон Тарли (4 эпизода) - Сара Дилан — Бернадетт (1 эпизод) - Лоуренс Спеллман — городской дозорный (1 эпизод) - Кевин Элдон — городской дозорный (1 эпизод) В Староместе: - Джим Бродбент — Архимейстер Эброз (4 эпизода) - Филип О'Салливан — мейстер Цитадели Санду (1 эпизод) На Драконьем Камне: - Дайана Ригг — Оленна Тирелл (2 эпизода) - Джейкоб Андерсон — Серый Червь (4 эпизода) - Стаз Наир — Квоно (5 эпизодов) - Брендан Коуэлл — Харраг (3 эпизода) - Кейша Касл-Хьюз — Обара Сэнд (1 эпизод) - Джессика Хенвик — Нимерия Сэнд (1 эпизод) Во флэшбеках: - Роберт Арамайо — Эддард Старк (1 эпизод) - Эшлинг Франчози — Лианна Старк (1 эпизод) - Уилф Сколдинг — Рейегар Таргариен (1 эпизод) |

## Производство
21 апреля 2016 года телеканал HBO продлил сериал на седьмой сезон за три дня до премьеры шестого сезона. 1 июня 2016 года Джек Бендер (режиссёр 5 и 6 эпизодов шестого сезона) сообщил, что седьмой сезон в отличие от предыдущих состоит из 7 эпизодов вместо 10.
Семь эпизодов седьмого сезона имеют продолжительность приблизительно от 50 до 81 минут.
Бюджет седьмого сезона выше по сравнению с предыдущими сезонами Бюджет одной серии шестого сезона составил примерно 10 миллионов долларов, следовательно при бюджете в 100 миллионов долларов на сезон бюджет одной серии седьмого сезона составляет примерно 14 миллионов долларов.

### Команда
Команда сценаристов седьмого сезона также как в пятом и шестом сезонах включает исполнительных продюсеров и шоураннеров Дэвида Бениоффа и Д. Б. Уайсса (5 эпизодов), продюсера Брайана Когмана (1 эпизод) и Дэйва Хилла (1 эпизод). 12 февраля 2016 года в своём блоге Джордж Р. Р. Мартин написал, что он не будет сценаристом одной из семи серий седьмого сезона (также как в пятом и шестом сезонах). Команда режиссёров седьмого сезона состоит из Джереми Подесвы (эпизоды 1 и 7), Марка Майлода (эпизоды 2 и 3), Мэтта Шекмана (эпизоды 4 и 5) и Алана Тейлора (эпизод 6). Подесва, Майлод и Тейлор являются режиссёрами уже работавшими над «Игрой престолов», в то время как Шекман делает это впервые.

### Сценарий
В конце января 2016 года Джордж Мартин обсудил с создателями сериала сюжетные линии седьмого сезона. В феврале 2016 года Дэвид Бениофф и Дэниел Вайс подтвердили, что работа над сценарием для 7 сезона уже началась, несмотря на то, что сериал ещё не продлён на 7 сезон.
Из-за того, что Джордж Р. Р. Мартин не смог завершить написание книги «Ветра зимы» к 2016 году, седьмой сезон будет содержать либо оригинальный материал, либо неопубликованный. В июне 2016 года Мартин написал в своём блоге, что он уже встретился с издателями, редакторами и представителями канала HBO в Нью-Йорке. В соответствии с шестым сезоном, седьмой сезон основан на беседах сценаристов с Джорджем Мартином.
16 августа 2016 года Софи Тёрнер (Санса Старк) сообщила в интервью изданию Variety, что она уже получила сценарий своей сюжетной линии ко всем сериям седьмого сезона.

### Съёмки
25 мая 2016 года стало известно о том, что съёмки седьмого и восьмого сезонов будут проводиться на Канарских островах. 7 июня 2016 года стало известно, что съёмки седьмого сезона также будут проходить в Испании, где будут сниматься сражения в замках или рядом с ними, и в Хорватии (в городе Дубровнике), где будут сниматься сцены для Королевской Гавани.
Поиск новых локаций для съёмок начался в июле 2016 года. Съёмки седьмого сезона стартовали 1 сентября 2016 года в Белфасте и продолжались вплоть до февраля 2017 года. Актёры, чьи персонажи находятся на Севере, на Стене и за Стеной примут участие в съёмках в январе 2017 года, которые, впервые после четвертого сезона, пройдут в Исландии.

### Кастинг
«Deadline» подтвердил 21 июня 2016 года, что пять членов основного актёрского состава, Питер Динклэйдж, Николай Костер-Вальдау, Лина Хиди, Эмилия Кларк и Кит Харингтон, вели переговоры о последних двух сезонах. Также сообщалось, что актёрам повысили зарплату до 500 000 $ за эпизод для седьмого и восьмого сезонов. 18 ноября 2016 года их зарплата была повышена до 1 100 000 $ за эпизод для седьмого и восьмого сезонов. 25 апреля 2017 года их зарплата была повышена до 2 000 000 $, т. е. до $2 600 000 за эпизод для седьмого и восьмого сезонов.
В седьмом сезоне Пилу Асбек (Эурон Грейджой), который в предыдущем сезоне исполнял второстепенную роль, получил статус приглашённого актёра, чьё имя в титрах стоит отдельно, но при этом не был включен в основной состав.
Джо Демпси (Джендри) вернулся в сериал после отсутствия в четвёртом, пятом и шестом сезонах. Бен Хоуки (Пирожок) вернулся в сериал после отсутствия в пятом и шестом сезонах. Марк Гэтисс (Тихо Несторис) вернулся в сериал после отсутствия в шестом сезоне.
31 августа 2016 года из журнала Entertainment Weekly стало известно, что Джим Бродбент присоединился к актёрскому составу седьмого сезона, и что у него будет "значимая" роль.
Том Хоппер заменил Фредди Строму в роли Дикона Тарли, о чём в январе 2017 года Фредди Строма заявил сам.

### Маркетинг
Первый трейлер вышел 24 мая 2017 года. Второй трейлер вышел 21 июня 2017 года.

## Показ
Премьера седьмого сезона в США состоялась 16 июля 2017 года, в России 17 июля 2017 года.
Черновой вариант 4 серии 7 сезона со служебными отметками на видео попал в сеть за три дня до даты официальной премьеры из-за действий неустановленных хакеров. Также произошла утечка 6 серии 7 сезона за пять дней до даты официальной премьеры из-за ошибки, совершённой компаниями HBO Spain и HBO Nordic.

## Реакция

### Реакция критиков
На сайте Rotten Tomatoes данный сезон получил рейтинг 93% на основе 51 отзыва и среднего рейтинга 8.22/10. На сайте Metacritic, данный сезон получил рейтинг 77 из 100 на основе 12 отзывов.